# 除卤素杆菌属
除卤素杆菌属为消化球菌科的一个属。该属的模式种为（Dehalobacter restrictus）。

## 下属物种
- Dehalobacter restrictus Holliger et al. 1998